# Фільмографія Ентоні Квінна
Фільмографія Ентоні Квінна містить 130 фільмів найвідоміших кінорежисерів світу, більшість з яких стали кінокласикою. Сценарії багатьох стрічок, у яких зіграв Е. Квінн, написані на основі класичних творів світової літератури.
Актор втілив на екрані образи численних індіанців та мексиканців, філіппінця, китайця, індуса, арабів (алжирця і марокканця), ескімоса, іспанського матадора, греків (бідного танцюриста сіртакі Алексіса Зорбу і найбагатшу людину планети Арістотеля Онассіса), гунського ватажка Аттілу, французького художника-імпресіоніста Гогена, Квазімодо… Про себе він казав без зайвої скромності: «Я народився з дещицею таланту і мені пощастило».

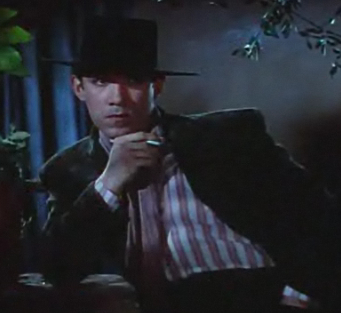
Ентоні Квінн у ролі гангстера, фільм «Кров і пісок», 1941 рік

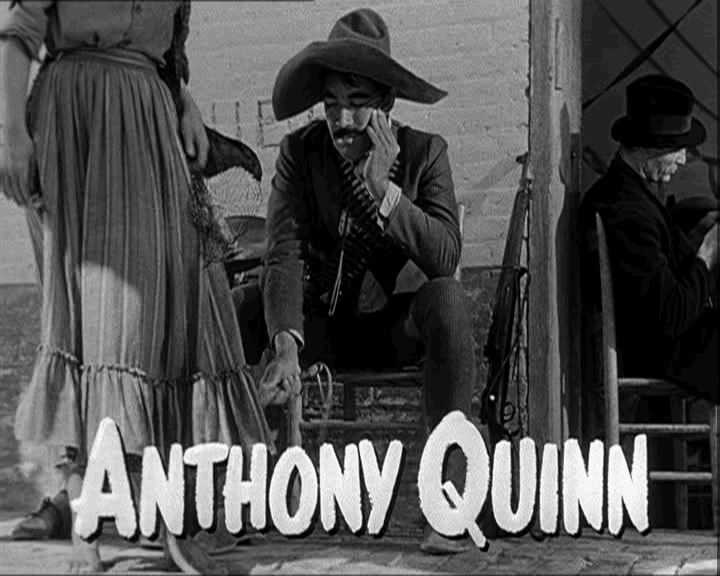
Ентоні Квінн на постері до фільму «Віва Сапата !», 1951

Джульєтта Мазіна і Ентоні Квінн у ролі циркача Дзампано, «Дорога», 1954 рік

Ентоні Квінн — грек Зорба, 1964

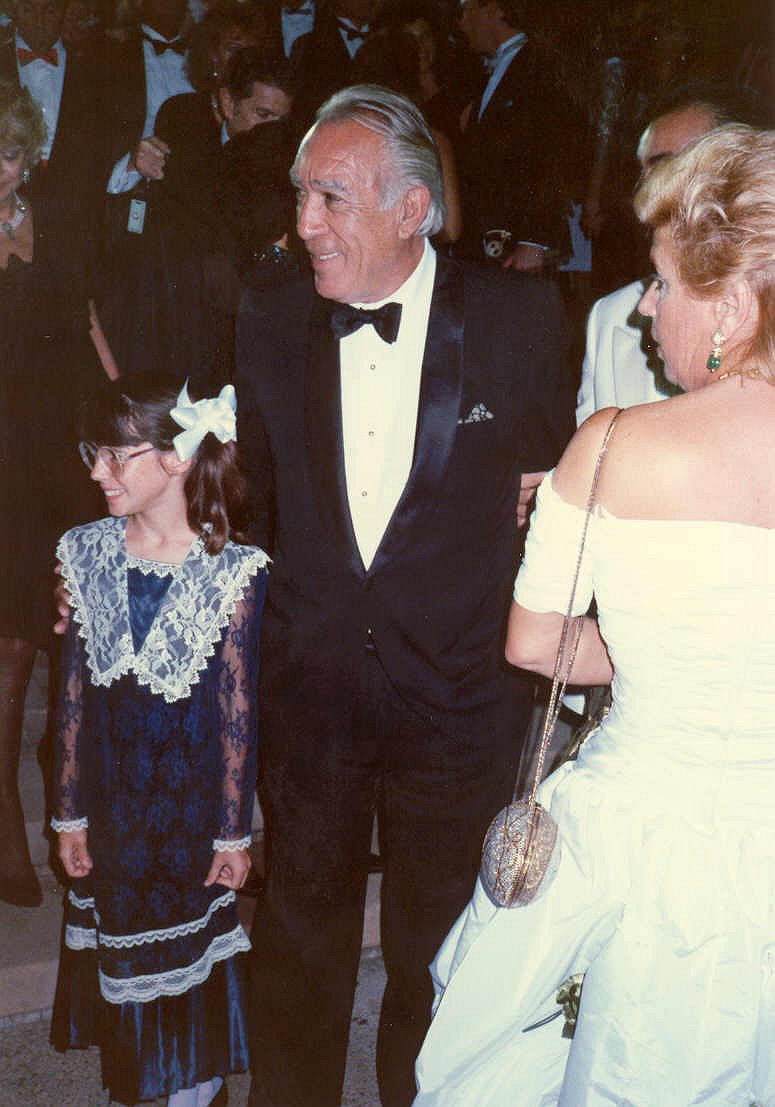
Ентоні Квінн на церемонії нагородження Еммі, 1988, фото Алана Лайта (Alan Light)

## Роки 1936—1959
| Рік  | Українська назва стрічки        | Оригінал назви стрічки        | Роль                            |
| ---- | ------------------------------- | ----------------------------- | ------------------------------- |
| 1936 | Молочний шлях                   | The Milky Way                 | глядач боя Тодда                |
| 1936 | Пароль                          | Parole                        | Зінго Браунінг                  |
| 1936 | Герой прерій                    | The Plainsman                 | індіанець шайєнн                |
| 1937 | Під чужими знаменами            | Under Strange Flags           | повстанець                      |
| 1938 |                                 | The Buccaneer                 | Белюш                           |
| 1939 | Юніон Пасифік                   | Union Pacific                 | Кордрей                         |
| 1940 | Аварійна команда                | Emergency Squad               | Нік Буллер                      |
| 1940 | Місто бійки                     | City for Conquest             | Маррей Бернс                    |
| 1940 | Техаські рейнджери знов у сідлі | The Texas Rangers Ride Again  | Джо Юма                         |
| 1941 | Кров і пісок                    | Blood and Sand                | Маноло де Пальма                |
| 1941 | Вони вмерли на своїх постах     | They Died with Their Boots On | Шалений Кінь                    |
| 1942 |                                 | Larceny, Inc.                 | Лео Декстер                     |
| 1942 | Дорога на Марокко               | The Road to Morocco           | шейх Муллай Касим               |
| 1942 | Чорний лебідь                   | The Black Swan                | Воган                           |
| 1943 | Випадок в Окс-Боу               | The Ox-Bow Incident           | Хуан Мартінес / Франсіско Морес |
| 1943 | Гуадалканальський щоденник      | Guadalcanal Diary             | Хесус Альварес                  |
| 1944 | Індіанець Буфало Біл            | Buffalo Bill                  | Шеф Жовта Рука                  |
| 1945 | Під китайським небом            | China Sky                     | Чен-Та                          |
| 1945 | Повернення до Батаана           | Back to Bataan                | капітан Андрес Боніфаціо        |
| 1947 | Синбад Мореход                  | Sindbad the Sailor            | Емір Маффі                      |
| 1947 | Каліфорнія                      | California                    | Дон Луїс Рівера                 |
| 1947 | Чорне золото                    | Black Gold                    | Чарлі Ігл                       |
| 1947 | Магнат                          | Tycoon                        | Рікі Вегас                      |
| 1951 |                                 | The Brave Bulls               | Рауль Фуентес                   |
| 1951 |                                 | Mask of the Avenger           | Вівіані Ларокка                 |
| 1952 | Бригантина                      | The Brigand                   | Принц Рамон                     |
| 1952 | Віва Сапата!                    | Viva Zapata!                  | Еуфеміо Сапата                  |
| 1952 | Світ у його руках               | The World in his Arms         | капітан Мануель «Португалець»   |
| 1952 | Супроти всіх прапорів           | Against all Flags             | капітан Рок Бразіліано          |
| 1953 | Сільська кавалерія              | Cavalleria rusticana          | Альфіо                          |
| 1953 | Семінол                         | Seminola                      | Оцеола                          |
| 1953 | Місто біля моря                 | City Beneath the Sea          | Тоні Бартлетт                   |
| 1953 | Відважні супротивники           | Ride, Vaquero!                | Хосе Ескуада                    |
| 1953 | На сході Суматри                | East of Sumatra               | К'янг                           |
| 1953 |                                 | Blowing Wild                  | «Пако» Конвей                   |
| 1954 | Довге очікування                | The long wait                 | Джонні Макбрайд                 |
| 1954 | Дорога                          | La Strada                     | Зампано́                         |
| 1954 | Одіссея                         | Ulisse                        | Антіной                         |
| 1954 | Аттіла                          | Attila, flagello di dio       | Аттіла                          |
| 1954 | Заборонені жінки                | Donne proibite                |                                 |
| 1955 | Матадор                         | The Magnificent Matador       | Луїс Сантос                     |
| 1955 | Гола вулиця                     | The Naked Street              | Філ Рігал                       |
| 1955 | Сім золотих міст                | Seven Cities of Gold          | капітан Гаспар де Портола       |
| 1956 | Жага життя                      | Lust for Life                 | Поль Гоген                      |
| 1956 | Чоловік із Ріо                  | The Man from Del Rio          | Дейв Роблес                     |
| 1956 | Собор Паризької Богоматері      | Notre-Dame de Paris           | Квазімодо                       |
| 1956 | Шалена вечірка                  | The Wild Party                | Том Капфен                      |
| 1957 | Край річки                      | The River's Edge              | Бен Камерон                     |
| 1957 | Дорога назад                    | The Ride Back                 | Боб Каллен                      |
| 1957 | Дикий вітр                      | Wild is the Wind              | Джино                           |
| 1958 |                                 | Hot spell                     | Джон Генрі Дюваль               |
| 1958 | Чорна орхідея                   | The Black Orchid              | Фрэнк Валенте                   |
| 1959 | Уорлок                          | Warlock                       | Том Морган                      |
| 1959 | Останній потяг з Ган Хілла      | Last Train from Gun Hill      | Крейг Белден                    |

## Роки 1960—1979
| Рік  | Українська назва стрічки       | Оригінал назви стрічки                  | Роль                                 |
| ---- | ------------------------------ | --------------------------------------- | ------------------------------------ |
| 1960 | Чортиця в рожевому трико       | Heller in Pink Tights                   | Томас «Том» Гілі                     |
| 1960 | Портрет дами у чорному         | Portrait in Black                       | доктор Девід Рівера                  |
| 1961 | Гармати острова Наварон        | The Guns of Navarone                    | полковник Андреа Ставро              |
| 1961 | Варавва                        | Barabba                                 | Варавва                              |
| 1962 |                                | Requiem for a Heavyweight               | Луїс Рівера                          |
| 1962 | Лоуренс Аравійський            | Lawrence of Arabia                      | Ауда ібу Тайї                        |
| 1963 | Вендетта сіньйори              | La vendetta della signora               |                                      |
| 1964 | От кінь блідий                 | Behold a Pale Horse                     | капітан Віньйолас                    |
| 1964 | Грек Зорба                     | Zorba, the Greek                        | Зорба                                |
| 1965 | Буря на Ямайці                 | A High Wind in Jamaica                  | капітан Чавес                        |
| 1965 | Надзвичайна пригода Марко Поло | La fabuleuse aventure de Marco Polo     | Хубілай, монголський імператор Китаю |
| 1966 | Зниклий загін                  | Lost Command                            | полковник П'єр Респігі               |
| 1967 | 25-а година                    | La Vingt-cinquième heure                | Йоган Моріц                          |
| 1967 |                                | The Happening                           | Рок Дельмоніко                       |
| 1967 | Корсар                         | L'avventuriero (The Rover)              | Пейрол                               |
| 1967 | Битва біля Сан-Себастьяна      | La bataille de San Sebastian            | Леон Аластрай                        |
| 1968 | Маг                            | The Magus                               | Моріс Кончіс                         |
| 1968 | Черевики рибалки               | The Shoes of the Fisherman              | Кирило Лакота/Папа Кирило I          |
| 1969 | Таємниця Санта-Вітторії        | The Secret of Santa Vittoria            | Італо Бомболіні                      |
| 1969 | Мрія королів                   | A Dream of Kings                        | Мацукас                              |
| 1970 | Прогулянка у весняну зливу     | A Walk in the Spring Rain               | Віл Кейд                             |
| 1970 | Революції на мить              | Revolutions per Minute                  | професор Ф. У. Дж. «Пако» Перес      |
| 1970 | Останній боєць                 | The Last Warrior                        |                                      |
| 1971 | Місто                          | The City                                |                                      |
| 1972 | 110-а вулиця                   | Across 110th Street                     | Капітан Мателлі                      |
| 1972 | Амігос                         | Los amigos                              | Ерастус «Діф» Сміт                   |
| 1973 | Мертвий дон                    | The Don Is Dead                         | Дон Анджело                          |
| 1974 | Марсельський контракт          | The Marseille Contract                  | Стів Вентура                         |
| 1976 | Блеф                           | Bluff storia di truffe e di imbroglioni | Філіп Бенг                           |
| 1976 | Послання (фільм, 1976)         | The Message                             | Хамза                                |
| 1976 | Спадщина Феррамонті            | L'eredità Ferramonti                    | Грегоріо Феррамонті                  |
| 1977 | Ісус з Назарету                | Gesu di Nazareth                        |                                      |
| 1977 | Тигри не плачуть               | Tigers Don't Cry                        |                                      |
| 1978 | Грецький магнат                | The Greek Tycoon                        | Тео Томасіс                          |
| 1978 | Каравани                       | Caravans                                | Зулффігар                            |
| 1978 | Діти Санчеса                   | The Children of Sanchez                 | Хесус Санчес                         |
| 1979 | Перехід                        | The Passage                             | Баск                                 |

## Роки 1980—2001
| Рік  | Українська назва стрічки             | Оригінал назви стрічки                | Роль              |
| ---- | ------------------------------------ | ------------------------------------- | ----------------- |
| 1981 | Лев пустелі                          | Lion of the Desert                    | Омар аль-Мухтар   |
| 1981 | Саламандра                           | The Salamander                        | Бруно Манціні     |
| 1981 | Високий ризик                        | High Risk                             | Маріано           |
| 1982 | Валентина                            | Valentina                             | Мозен Хоакін      |
| 1982 | Реджіна                              | Regina Roma                           | Папа              |
| 1987 | Онассіс — найбагатша людина на землі | Onassis: The Richest Man in the World |                   |
| 1987 | Острів скарбів                       | L'isola del tesoro                    |                   |
| 1988 | Страдіварі                           | Stradivari                            |                   |
| 1989 | Чоловіча пристрасть                  | Pasion de Hombre                      |                   |
| 1990 | Привиди цього не можуть              | Ghosts Can't Do It                    | Скотт             |
| 1990 | Помста                               | Revenge                               | «Тібей» Мендес    |
| 1990 | Старий і море                        | The Old Man and the Sea               | Сантьяго          |
| 1991 | Зірка для двох                       | A Star for Two                        | Габріель Тодд     |
| 1991 | Тропічна лихоманка                   | Jungle Fever                          | Лу Карбоні        |
| 1991 | Зрозуміє тільки самотній             | Only the Lonely                       | Нік Акрополіс     |
| 1991 | Мобстерс                             | Mobsters                              | Джузеппе Массерія |
| 1993 | Останній кіногерой                   | Last Action Hero                      | Тоні Вівальді     |
| 1994 | Кохати когось                        | Somebody to Love                      | Еміліо            |
| 1994 | Геркулес (ТБ-серіал)                 | Hercules                              |                   |
| 1994 | Це не може бути коханням             | This Can't Be Love                    |                   |
| 1995 | Прогулянка у хмарах                  | A Walk in the Clouds                  | дон Педро Арагон  |
| 1996 | Сім служників                        | Seven Servants                        | Арчі              |
| 1996 | Готті                                | Gotti                                 |                   |
| 2001 | Янгол помсти                         | Avenging Angelo                       | Анджело Алліг'єрі |